# Vườn quốc gia Đerdap

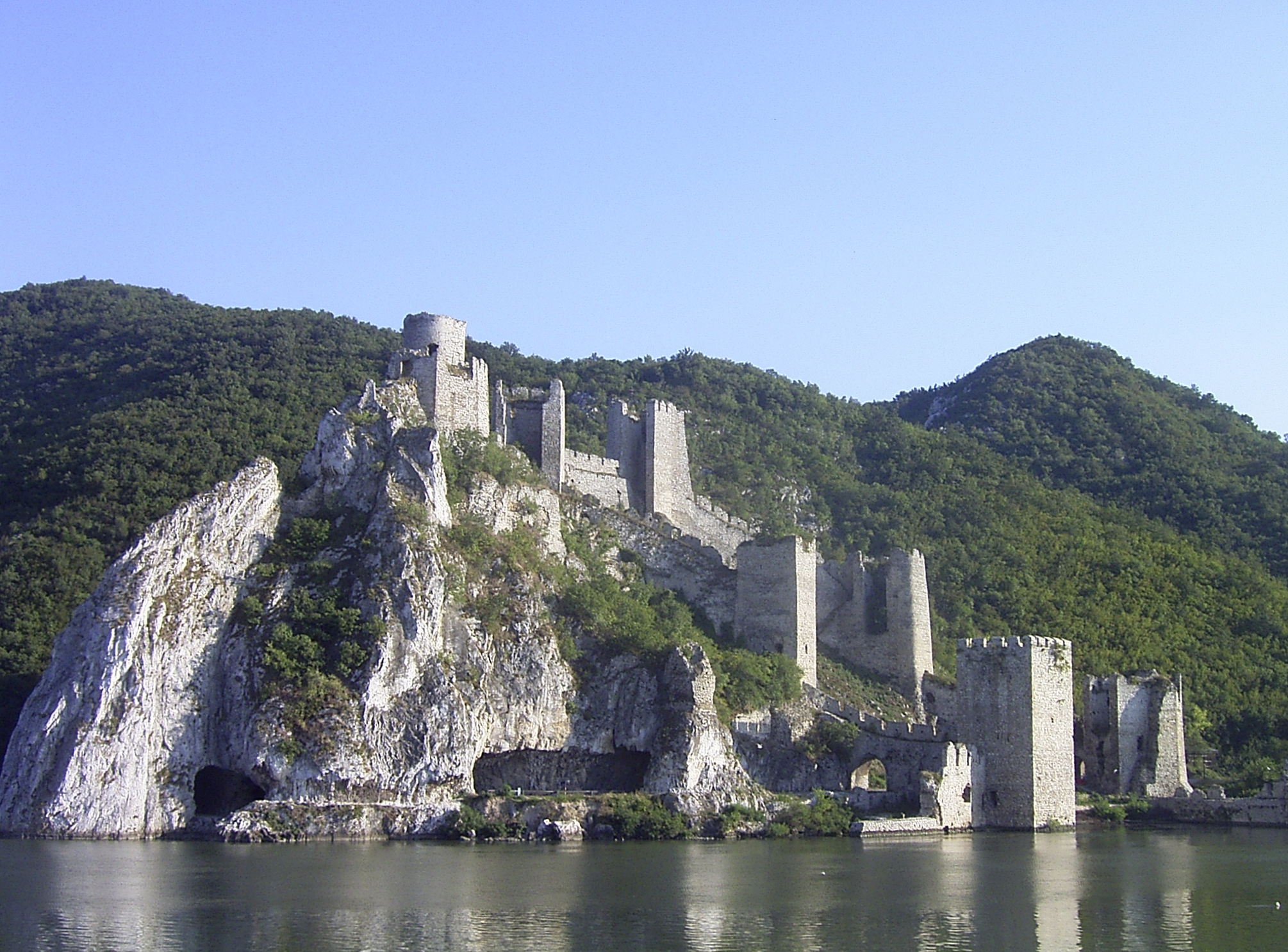
Pháo đài Golubac.

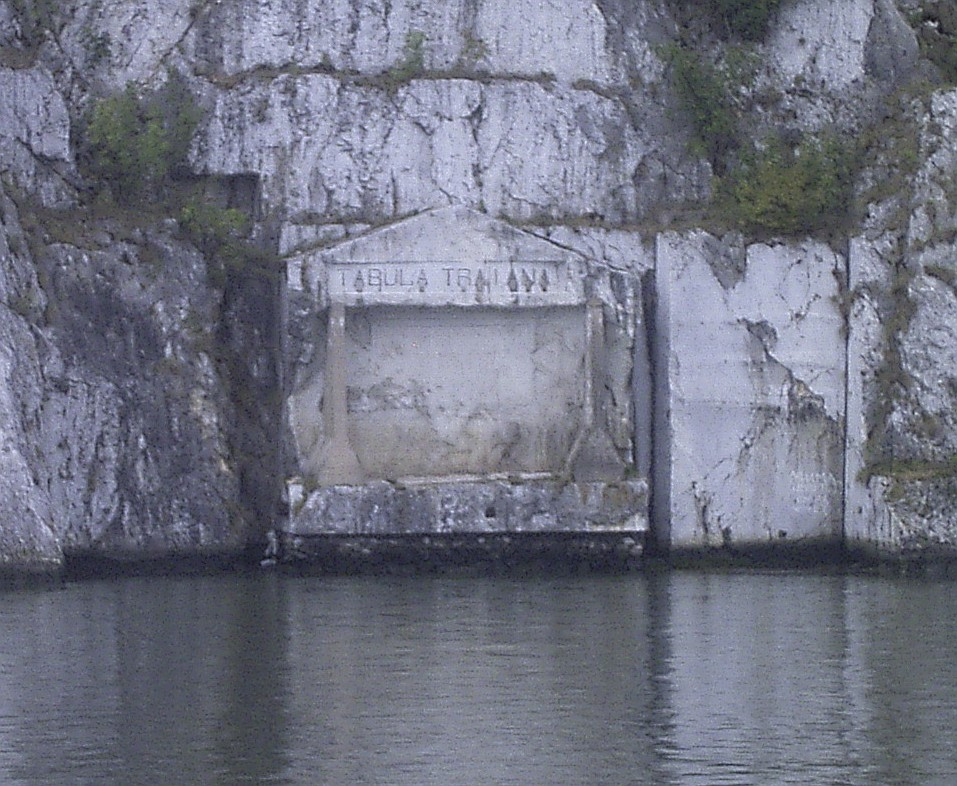
Tabula Traiana ở vườn quốc gia Đerdap.

Vườn quốc gia Đerdap (tiếng Serbia: Национални парк Ђердап / Nacionalni park Đerdap) là một vườn quốc gia nằm dọc theo bờ sông Danube từ pháo đài Golubac (tiếng Serbia: Голубачки град / Golubački grad) đến đập nước gần Sip, Serbia. Vườn quốc gia này có diện tích 63,786 ha (157,62 mẫu Anh), cơ quan quản lý nằm ở thị xã Donji Milanovac bên dòng sông Danube.
Cảnh đẹp nổi bật của vườn quốc gia Đerdap là hẻm núi Đerdap, Cổng Sắt – lối vào hùng vĩ xuyên qua các sườn núi phía nam của dãy núi Karpat, nơi con sông lớn nhất và dài nhất tại Nam Tư cũ chảy qua.
Hẻm núi Đerdap, dài 100 km (từ Golubac đến Tekija), thực tế là một thung lũng sông do 4 hẻm núi (Gornja klisura, Gospođin vir, Veliki, Mali kazan và Sipska klisura) bị các khe núi chia tách.
Vườn quốc gia Đerdap đã trở thành một trong những khu vực được du khách tham quan nhiều nhất ở Serbia, đặc biệt là sau khi có con đập tạo thành hồ nước lớn. Người ta tham quan hẻm núi và nhà máy thủy điện từ Beograd và các thành phố ở hạ lưu. Các hoạt động du lịch gồm bơi lội, tham quan các di tích lịch sử văn hóa, câu cá.